# マトリックス (ゲーム会社)
株式会社マトリックスは、日本の東京都新宿区歌舞伎町に所在する日本の企業。1994年7月に有限会社マトリックスとして設立された。1998年に、株式会社に組織変更する。
主な事業内容は、携帯電話用コンテンツの運営・アプリケーションの開発と家庭用ゲームの請負である。

## 業務提携
2020年9月4日 - スタジオアートディンクと業務提携
2021年6月25日 - プロファイアと業務提携
2023年8月29日 - スタジオアートディンク・プロファイア・メテオライズ・アルファ・システムらと共に業務提携グループ「【白群】」を発足

## 不祥事
2013年6月ごろ、同社の課長は業務委託先の下請け会社の社長と共謀して水増しした発注書を作成し、差額分の約325万円を着服したとみられ、同年10月懲戒解雇の処分を受けた。2016年同社は刑事告訴を起こし、2017年2月背任の疑いで警視庁は元課長と下請け会社の社長を逮捕した。新宿署は余罪も含め元課長が着服した金額は合計6000万円に及ぶと見立てている。同社は再発防止のため内部監査の充実や従業員へのコンプライアンス教育などの施策を実施することを発表した。

## 主な開発タイトル

### コンシューマー商品
- アランドラシリーズ
- たまごDEパズル
- ネクタリス（PlayStation版）
- ドラゴンクエストキャラクターズ トルネコの大冒険2 不思議のダンジョン
- ドラゴンクエストキャラクターズ トルネコの大冒険3 不思議のダンジョン
- デュアルハーツ
- 闘魂猪木道
- ドラゴンクエストV 天空の花嫁（PlayStation 2版）
- 幽☆遊☆白書FOREVER
- 陰陽大戦記 白虎演舞
- 陰陽大戦記 覇者の印
- ふたりはプリキュア Max Heart 〜DANZEN! DSでプリキュア 力を合わせて大バトル!!〜
- ファイナルファンタジーIII（ニンテンドーDS、iOS、android版）
- クラスターエッジ 〜君を待つ未来への証〜
- クレヨンしんちゃん 最強家族カスカベキング うぃ〜
- ファイナルファンタジーIV（ニンテンドーDS、iOS、Android版）
- アヴァロンコード
- ファイナルファンタジーXI
  - 追加シナリオ第1弾「石の見る夢」
  - 追加シナリオ第2弾「戦慄!モグ祭りの夜」
  - 追加シナリオ第3弾「シャントット帝国の陰謀」
  - 拡張データティスク第5弾「アドゥリンの魔境」
- ノスタルジオの風
- テイルズ オブ バーサス
- 光の4戦士 ファイナルファンタジー外伝
- 白騎士物語 -episode portable- ドグマ・ウォーズ
- トレジャーリポート 機械じかけの遺産
- オメガラビリンス
- オメガラビリンスZ
- ビリオンロード
- ゆらぎ荘の幽奈さん 湯けむり迷宮
- オメガラビリンスLife/ラビリンスLife
- ブリガンダイン ルーナジア戦記
- 遊戯王ラッシュデュエル　最強バトルロイヤル!!

### モバイル商品
- ファイナルファンタジーII
- ファイナルファンタジーIII
- ファイナルファンタジーIV THE AFTER 月の帰還
- ファイナルファンタジー レジェンズ 光と闇の戦士
- ファイナルファンタジー レジェンズ 時空ノ水晶
- ファイナルファンタジーV（iOS、Android版）
- ドラゴンクエスト ポータルアプリ（iOS、Android版）
  - ドラゴンクエスト（iOS、Android版）
  - ドラゴンクエストII 悪霊の神々（iOS、Android版）
  - ドラゴンクエストIII そして伝説へ…（iOS、Android版）
- ドラゴンクエストモンスターズWANTED!
- グルーヴコースター（iOS版）
- サモンズボード
- 新発売！おそ松さんのへそくりウォーズ〜ニートの攻防〜
- レイトン教授と不思議な町 EXHD for スマートフォン
- レイトン教授と悪魔の箱 EXHD for スマートフォン
- レイトン教授と最後の時間旅行 EXHD for スマートフォン
- アナザーエデン 時空を超える猫